# Bufarcut
Bufarcut (en árabe: بوفرقوش‎, en lenguas bereberes: ⴱⵓⴼⴰⵔⵇⵓⵛ, en francés: Boufarkouch) es una localidad marroquí perteneciente al municipio de Metalsa, en la  región Oriental. Desde 1912 hasta 1956 perteneció a la zona norte del Protectorado español de Marruecos.